# Olha Mikutina
Olha Romaniwna Mikutina, ukr. Ольга Романівна Мікутіна (ur. 6 października 2003 w Charkowie) – ukraińska łyżwiarka figurowa reprezentująca Austrię, startująca w konkurencji solistek. Uczestniczka igrzysk olimpijskich (2022), uczestniczka mistrzostw Europy, medalistka zawodów międzynarodowych oraz dwukrotna mistrzyni Austrii (2020, 2021).

## Osiągnięcia
Austria
| Zawody                                | 17–18          | 18–19          | 19–20          | 20–21          | 21–22          | 22–23          | 23–24          |                |                |                |                |                |                |                |                |                |                |
| Międzynarodowe                        | Międzynarodowe | Międzynarodowe | Międzynarodowe | Międzynarodowe | Międzynarodowe | Międzynarodowe | Międzynarodowe | Międzynarodowe | Międzynarodowe | Międzynarodowe | Międzynarodowe | Międzynarodowe | Międzynarodowe | Międzynarodowe | Międzynarodowe | Międzynarodowe | Międzynarodowe |
| ------------------------------------- | -------------- | -------------- | -------------- | -------------- | -------------- | -------------- | -------------- | -------------- | -------------- | -------------- | -------------- | -------------- | -------------- | -------------- | -------------- | -------------- | -------------- |
| Zimowe igrzyska olimpijskie           |                |                |                |                | 14             |                |                |                |                |                |                |                |                |                |                |                |                |
| Mistrzostwa świata                    |                |                | C              | 8              | 14             | 19             | 14             |                |                |                |                |                |                |                |                |                |                |
| Mistrzostwa Europy                    |                |                | 24             | C              | 14             |                | 8              |                |                |                |                |                |                |                |                |                |                |
| GP Grand Prix de France               |                |                |                |                |                | 10             |                |                |                |                |                |                |                |                |                |                |                |
| GP NHK Trophy                         |                |                |                |                |                |                |                |                |                |                |                |                |                |                |                |                |                |
| CS Budapest Trophy                    |                |                |                | WD             |                |                | 5              |                |                |                |                |                |                |                |                |                |                |
| CS Finlandia Trophy                   |                |                |                |                |                | 9              |                |                |                |                |                |                |                |                |                |                |                |
| CS Nebelhorn Trophy                   |                |                |                | 13             |                | 7              |                |                |                |                |                |                |                |                |                |                |                |
| EduSport Trophy                       |                |                | 4              |                |                |                |                |                |                |                |                |                |                |                |                |                |                |
| Eiscup Innsbruck                      |                |                | 1              |                |                |                |                |                |                |                |                |                |                |                |                |                |                |
| Golden Bear of Zagreb                 |                |                | 2              |                |                |                |                |                |                |                |                |                |                |                |                |                |                |
| Istanbul Cup                          |                |                | 1              |                |                |                |                |                |                |                |                |                |                |                |                |                |                |
| Sofia Trophy                          |                |                |                | 1              |                |                |                |                |                |                |                |                |                |                |                |                |                |
| Tallink Hotels Cup                    |                |                |                | 2              |                |                |                |                |                |                |                |                |                |                |                |                |                |
| Tallinn Trophy                        |                |                | 3              |                |                |                |                |                |                |                |                |                |                |                |                |                |                |
| Międzynarodowe: Kategorie młodzieżowe |                |                |                |                |                |                |                |                |                |                |                |                |                |                |                |                |                |
| Mistrzostwa świata juniorów           |                | 18             |                |                |                |                |                |                |                |                |                |                |                |                |                |                |                |
| JGP w Austrii                         |                | 13             |                |                |                |                |                |                |                |                |                |                |                |                |                |                |                |
| JGP w Chorwacji                       |                |                | 13             |                |                |                |                |                |                |                |                |                |                |                |                |                |                |
| JGP w Czechach                        |                | 9              |                |                |                |                |                |                |                |                |                |                |                |                |                |                |                |
| JGP na Łotwie                         |                |                | 17             |                |                |                |                |                |                |                |                |                |                |                |                |                |                |
| Bavarian Open                         | 8 J            |                |                |                |                |                |                |                |                |                |                |                |                |                |                |                |                |
| Coupe du Printemps                    | 1 J            |                |                |                |                |                |                |                |                |                |                |                |                |                |                |                |                |
| Cup of Tyrol                          | 6 J            |                |                |                |                |                |                |                |                |                |                |                |                |                |                |                |                |
| Denkowa-Stawiski Cup                  | 2 J            |                |                |                |                |                |                |                |                |                |                |                |                |                |                |                |                |
| Egna Spring Trophy                    |                | 3 J            |                |                |                |                |                |                |                |                |                |                |                |                |                |                |                |
| FBMA Trophy                           | 1 J            |                |                |                |                |                |                |                |                |                |                |                |                |                |                |                |                |
| International Cup of Nice             | 10 J           |                |                |                |                |                |                |                |                |                |                |                |                |                |                |                |                |
| Halloween Cup                         |                | 1 J            |                |                |                |                |                |                |                |                |                |                |                |                |                |                |                |
| Icelab Cup                            |                |                | 1 J            |                |                |                |                |                |                |                |                |                |                |                |                |                |                |
| Minsk-Arena Ice Star                  |                |                | 4 J            |                |                |                |                |                |                |                |                |                |                |                |                |                |                |
| Jégvirág Cup                          |                |                | 1 J            |                |                |                |                |                |                |                |                |                |                |                |                |                |                |
| Skate Celje                           |                | 1 J            |                |                |                |                |                |                |                |                |                |                |                |                |                |                |                |
| Triglav Trophy                        | 1 J            |                |                |                |                |                |                |                |                |                |                |                |                |                |                |                |                |
| Volvo Open Cup                        |                | 1 J            |                |                |                |                |                |                |                |                |                |                |                |                |                |                |                |
| Krajowe                               |                |                |                |                |                |                |                |                |                |                |                |                |                |                |                |                |                |
| Mistrzostwa Austrii                   |                |                | 1              | 1              | 2              |                |                |                |                |                |                |                |                |                |                |                |                |
| Mistrzostwa Austrii juniorów          | 3              | 1              | 1              |                |                |                |                |                |                |                |                |                |                |                |                |                |                |

## Programy
| Sezon   | Program krótki (SP)                                        | Program dowolny (FS)                                                                           |
| ------- | ---------------------------------------------------------- | ---------------------------------------------------------------------------------------------- |
| 2020–21 | - Sing, Sing – Trio Ladies choreografia: Rostisław Sinicyn | - Primavera – Ludovico Einaudi - Experience – Ludovico Einaudi choreografia: Rostisław Sinicyn |
| 2019–20 | - Sing, Sing – Trio Ladies choreografia: Rostisław Sinicyn | - Step Up Tango – Bear McCreary choreografia: Rostisław Sinicyn                                |
| 2018–19 | - Megapolis – Bel Sueno choreografia: Rostisław Sinicyn    | - Step Up Tango – Bear McCreary choreografia: Rostisław Sinicyn                                |